# Blue Lake (sjö i Antarktis)
Blue Lake är en sjö i Antarktis. Den ligger i Östantarktis. Nya Zeeland gör anspråk på området.